# Afrixalus
Afrixalus är ett släkte av groddjur som ingår i familjen gräsgrodor.
Arterna förekommer i savanner och buskskogar i Afrika söder om Sahara.
Arter enligt Catalogue of Life:
- Afrixalus aureus
- Afrixalus clarkei
- Afrixalus delicatus
- Afrixalus dorsalis
- Afrixalus dorsimaculatus
- Afrixalus enseticola
- Afrixalus equatorialis
- Afrixalus fornasini
- Afrixalus fulvovittatus
- Afrixalus knysnae
- Afrixalus lacteus
- Afrixalus laevis
- Afrixalus leucostictus
- Afrixalus lindholmi
- Afrixalus morerei
- Afrixalus nigeriensis
- Afrixalus orophilus
- Afrixalus osorioi
- Afrixalus paradorsalis
- Afrixalus quadrivittatus
- Afrixalus schneideri
- Afrixalus spinifrons
- Afrixalus stuhlmanni
- Afrixalus uluguruensis
- Afrixalus upembae
- Afrixalus weidholzi
- Afrixalus vibekensis
- Afrixalus wittei
- Afrixalus vittiger

## Bildgalleri

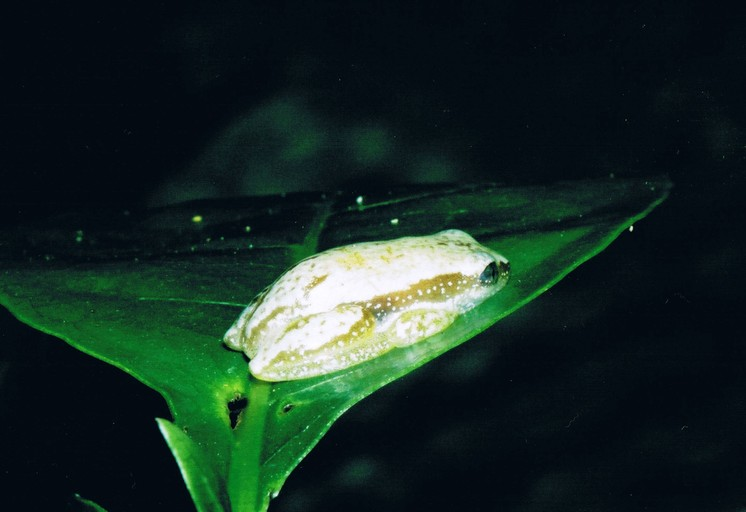
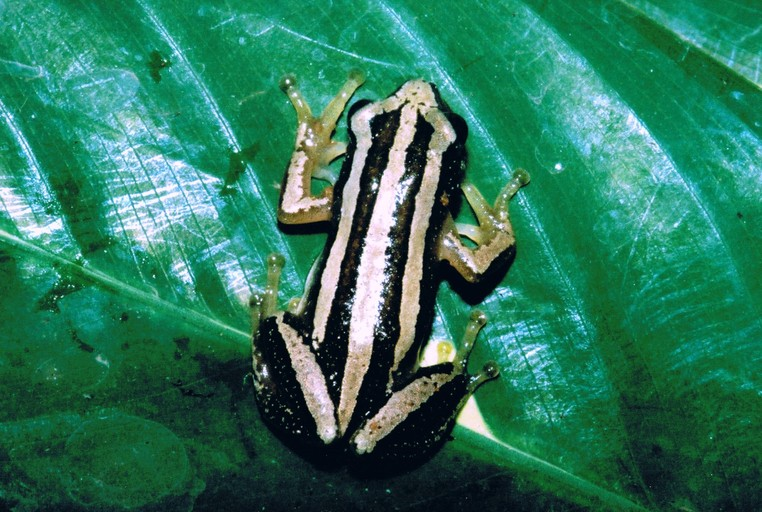
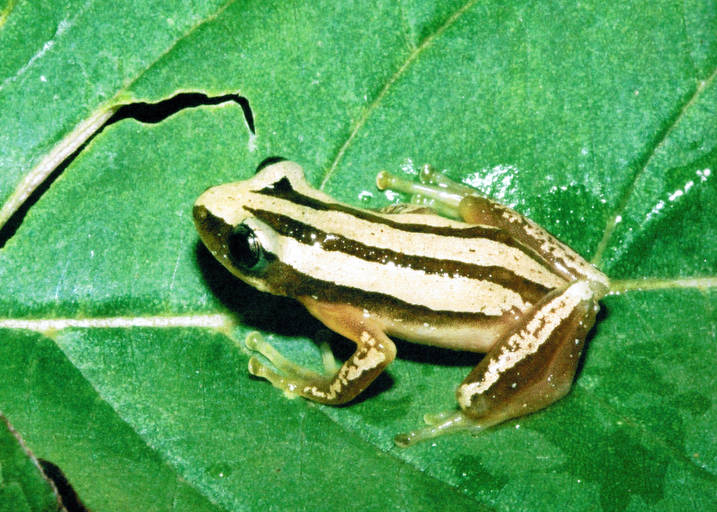